# Al Thalimain
Al Thalimain eller Jota Aquilae (ι Aqulilae, förkortat Jota Aql, ι Aql)  är en ensam stjärna belägen i den mellersta delen av stjärnbilden Örnen (stjärnbild). Den har en skenbar magnitud på 4,36 och är synlig för blotta ögat där ljusföroreningar ej förekommer. Baserat på parallaxmätning inom Hipparcosuppdraget på ca 8,3 mas, beräknas den befinna sig på ett avstånd på ca 390 ljusår (ca 120 parsek) från solen. På det beräknade avståndet minskar stjärnans skenbara magnitud med 0,15 enheter genom skymning orsakad av mellanliggande gas och stoft.

## Nomenklatur
Jota Aquilae har det traditionella namnet Al Thalimain, som den delar med Lambda Aquilae. Namnet härstammar från den arabiska termen الظليمان ath-thalīmain som betyder "De två strutsarna".

## Egenskaper
Jota Aquilae är en blå till vit jättestjärna av spektralklass B5 III. Den har en beräknad massa som är ca 4,8 gånger större än solens massa, en radie som är ca 5,5 gånger större än solens och utsänder från dess fotosfär ca 851 gånger mera energi än solen vid en effektiv temperatur av ca 14 600 K.
Även om Jota Aquilae listas i stjärnkataloger som en jättestjärna, tyder beräkningar av dess dimension på att den i verkligheten fortfarande är en huvudseriestjärna. Trots att den bara är ca 100 miljoner år gammal har den dock redan tillbringat 91 procent av sin tilldelade livstid i huvudserien.